# Titus Odell Makin Jr.
Pour les articles homonymes, voir Makin (homonymie).
Titus Odell Makin Jr., né le 10 juin 1989 à Honolulu à Hawaï est un acteur, danseur et chanteur américain.

## Biographie
Son père étant soldat, sa famille a déménagé fréquemment pendant son enfance. Titus commence très jeune  à chanter et à danser et, à l'âge de neuf ans, il participe à un concours de talents dans son école primaire. Même s'il sait depuis tout petit qu'il veut travailler dans le show business, il n'a aucune expérience d'acteur jusqu'à ce qu'il obtienne son diplôme de Buena High à Sierra Vista, en Arizona, en 2006. Après le lycée, il est accepté au Conservatoire d'arts dramatiques de New York. Au cours de sa première année, il est sélectionné pour le New York Knicks Acroback Tumbler lors d'un spectacle à la mi-temps des Knicks de New York au Madison Square Garden. Après avoir obtenu son diplôme, il s'installe à Los Angeles pour poursuivre sa carrière d'acteur.
L'un de ses premiers rôles est celui d'un danseur dans un épisode de la série télévisée Victorious. En 2010, il est casté comme danseur dans deux épisodes du feuilleton Love, Lies, Passion. La même année, il décroche un second rôle récurrent dans la série musicale Fox Glee. Il y joue le rôle de David dans dix épisodes jusqu'en 2012. En 2011, il apparait aux côtés de Lucy Hale et Freddie Stroma avec le rôle de Mickey O'Malley dans Cinderella Story - Once Upon a Song. De plus, il fait des apparitions dans The Closer, Grimm et Castle.
Fin février 2013, Makin Jr. obtient le rôle principal de Lukas dans la série télévisée Star-Crossed de la CW, diffusée sur la chaîne entre février et mai 2014. La série est officiellement annulée le 8 mai 2014.
Il se fait véritablement connaître du grand public lorsqu'il obtient en 2018 le rôle du "bleu" Jackson West dans la série The Rookie.
Titus est également chanteur puisqu'il sort quelques singles dont Ropes ou Addict.

## Vie privée
Il a pratiqué la gymnastique pendant huit ans.

## Filmographie

### Cinéma
- 2011 : Glee ! On Tour : Le Film 3D : David
- 2022 : Parée pour percer : Trey

### Télévision

#### Séries télévisées
- 2010-2012 : Glee (saison 3, épisodes 5, 11, 14 & saison 4, épisode 7) : David
- 2011 : Victorieux (épisode 1x16)
- 2011 : The Closer (saison 7, épisode 11) : Lewis Rivers
- 2012 : Grimm (saison 2, épisode 8) : Brandon Kingston
- 2012 : Castle (saison 5, épisode 9) : Tim Cabot
- 2013 : Perception (saison 2, épisode 12) : Charlie Clark
- 2013 : Buffering (épisode 1x05)
- 2014 : NCIS : Enquêtes spéciales : (saison 11, épisode 21) marine Thomas Burke
- 2014 : Star-Crossed (saison 1) : Lukas
- 2014 : Grey's Anatomy (saison 11, épisode 8) : Rick
- 2015 : Pretty Little Liars (saison 6, épisodes 4 à 6 et 8 à 9) : Clark Wilkins
- 2015 : NCIS : Nouvelle-Orléans (saison 2, épisode 4) : Officier Boone
- 2018 : The Path (11 épisodes) : Caleb Matthews
- 2018 : FBI (saison 1, épisode 20) : Art Perkins
- 2018-2021 : The Rookie (saisons 1 à 3) : Jackson West
- 2021 : NCIS : Hawaiʻi (saison 1, épisode 6) : Lieutenant Adam Parish

#### Téléfilms
- 2011 : Comme Cendrillon – Il était une chanson : Mickey O'Malley
- 2011 : Game of Your Life
- 2012 : La Magie de Noël : Jason

## Discographie

### Singles
- 2016 : Addict
- 2017 : Ropes
- 2018 : Good Love
- 2018 : Suicide